# Thymallus baicalensis
Thymallus baicalensis, також відомий як байкальський чорний харіус, є сибірським видом прісноводних риб родини лососевих.

## Опис
Thymallus baicalensis зустрічається в озері Байкал, в притоці річки Селенга і в основному водозбірному басейні річки Єнісей, а також у деяких східних притоках річки Обі. 
Раніше він вважався підвидом арктичного харіуса, Thymallus arcticus baicalensis, але нині є одним із кількох окремих сибірських і східноазіатських видів харіуса, найближчими з яких є Thymallys nikolskyi, T. svetovidovi, T. brevicephalus і T. brevirostris. Розрізнення цих таксонів підтверджується філогенією їхніх ліній мітохондріальної ДНК. T. baicalensis також характеризується чітким малюнком забарвлення спинного плавника. 
Байкальський харіус може досягати довжини 38 см і ваги 1,2 кг. В основному пересувається по кам'янистому дну на невеликих глибинах, харчуючись личинками ручейників і оводів, рачками- амфіподами та ікрою риб. 